# Leandro Torres (pilote)
Pour l’article homonyme, voir Leandro Torres.
Pas d'image ? Cliquez ici
Leandro Torres (Rio de Janeiro, 4 mai 1971) est un pilote brésilien de voiture, moto et SSV, basé à São Paulo depuis 1994. Il est financier et pilote de compétitions automobiles depuis 2005. Il est le premier à remporter en 2017 le Rallye Dakar dans la catégorie SSV,.

## Biographie
Leandro Torres est financier de profession. En 2007, il décide de se lancer dans le rallye tout-terrain, faisant ses débuts en moto au Rallye dos Sertões, répétant sa participation jusqu'en 2009. Dans les éditions entre 2010 et 2013, il se lance dans cette compétition dans la catégorie auto. Et en 2014 et en 2015, il prend le départ cette fois dans la catégorie SSV.
Leandro a décidé de subir une opération de réduction de l'estomac en 2005 après avoir atteint 130 kilos sur la balance. Il a avec sa compagne trois enfants né en 2012, 2014 et 2016.
En 2015, Leandro est hospitalisé durant 56 jours où on lui a décelé une fistule dans la partie supérieure de l'estomac.

## Palmarès

### Résultats au Rallye Dakar
| Année | Catégorie | Marque  | Position | Victoires d'étapes | Copilote        |
| ----- | --------- | ------- | -------- | ------------------ | --------------- |
| 2016  | Auto      | Polaris | 57e      | -                  | Lourival Roldan |
| 2017  | SSV       | Polaris | 1er      | 2                  | Lourival Roldan |